# Nunatak Estrada
Nunatak Estrada är en nunatak i Antarktis. Den ligger i Västantarktis. Argentina, Chile och Storbritannien gör anspråk på området. Toppen på Nunatak Estrada är 39 meter över havet.
Terrängen runt Nunatak Estrada är kuperad österut, men västerut är den platt. Trakten är obefolkad. Det finns inga samhällen i närheten. 